# Hybanthus thesiifolius
Hybanthus thesiifolius là một loài thực vật có hoa trong họ Hoa tím. Loài này được (Juss. ex Poir.) Hutch. & Dalziel mô tả khoa học đầu tiên năm 1927.